# Kęstutis Juozas Stungys
Kęstutis Juozas Stungys (* 13. Mai 1940 in Joniškėlis, Bezirk Biržai; † 22. November 2014) war ein litauischer Strafrechtler, Rechtsanwalt und Dozent, Leiter des nationalen Juristenvereins Litauens (LTD).

## Leben
Nach dem Abitur an der Mittelschule absolvierte Kęstutis Juozas Stungys 1968 das Diplomstudium der Rechtswissenschaft an der Vilniaus universitetas und wurde Diplom-Jurist. Von 1968 bis 1971 arbeitete er als Richter im Stadtkreisgericht Vilnius des Lenin-Rajons. Von 1971 bis 1973 absolvierte er die Aspirantur an der Lomonossow-Universität in Moskau und 1973 promovierte als Kandidat der Rechtswissenschaften.
1973–1975 leitete Stungys eine Abteilung im Forschungsinstitut Teismo ekspertizės mokslinio tyrimo institutas. Ab 1975 arbeitete er als Advokat der Strafsachen. Als Rechtsvertreter gewann er die ersten litauischen Sachen beim Europäischen Gericht der Menschenrechte. 1996 war er Prätendent zu den Kandidaten im Konstitucinis Teismas. Ab 1998 lehrte er an der Lietuvos teisės universitetas (ab 2004 an der MRU) als Dozent und assoziierter Professor. 1998–2000 war er Fakultätsdekan.
1992–1998 leitete Stungys den litauischen nationalen Juristen-Verein Lietuvos teisininkų draugija.
Stungys war verheiratet. Er hatte zwei Kinder.
Nach seinem Tod wurde ein Hörsaal (Nr. III-225) der Rechtsuniversität Litauens nach seinem Namen benannt.